# 観覧車

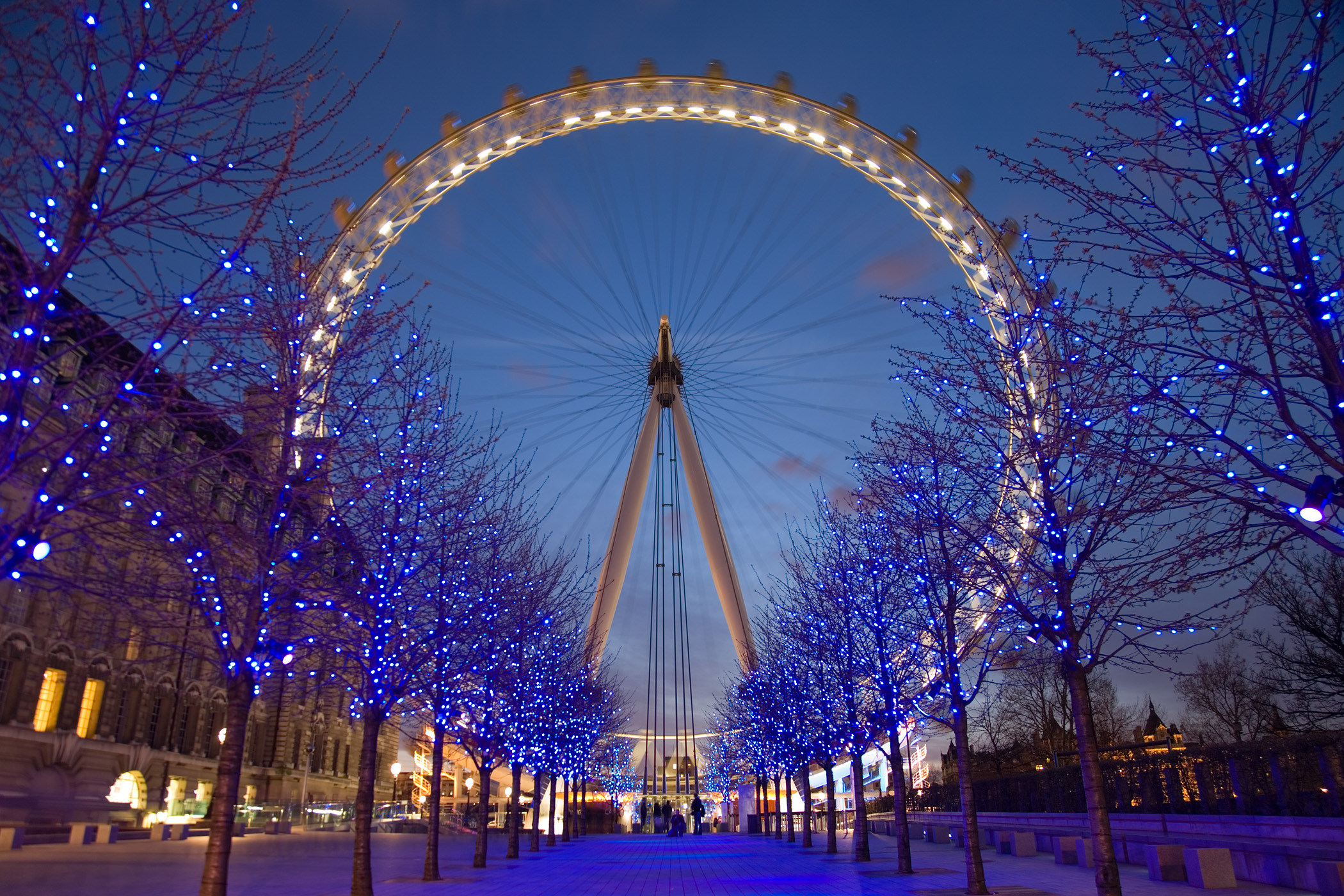
ロンドン・アイ

観覧車（かんらんしゃ、英語: Ferris wheel）は、大きな車輪状のフレームの周囲にゴンドラを取り付け、人を乗せて低速で回転させることで、高所からの眺望を楽しめるようにした乗り物。

## 歴史

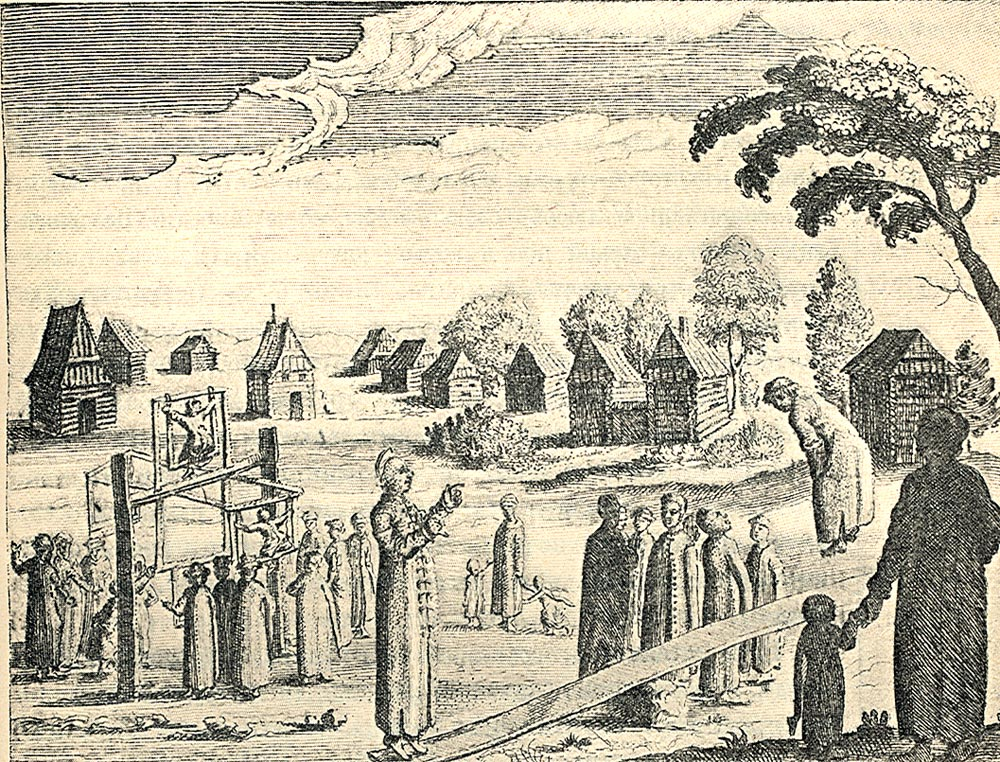
1656年の旅行記。後方に人力で回す遊具がある

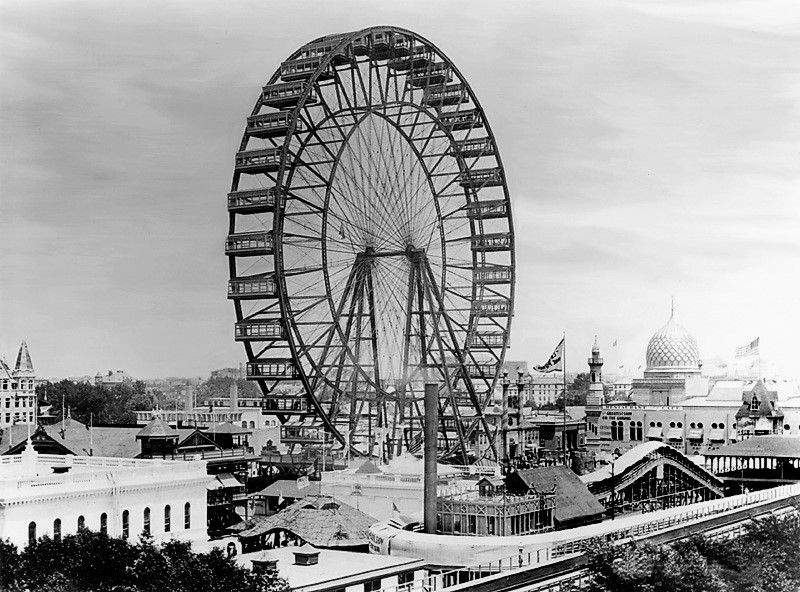
1893年にフェリスが設計したシカゴの観覧車

観覧車の原形は、18世紀初めモスクワに登場したロシア帝国貴族の遊具であり、あらかじめ車軸に巻き付けてあったロープを人力で引っ張るものであった。さらに17世紀には、木製の大きな輪から垂らした鎖に人が乗って、この輪を人力で回すという遊具がオスマン帝国領のブルガリアにあったことが、西欧からの旅行者などの記録に残っている。
現在のモーター駆動による機械式の観覧車は、1893年にアメリカ合衆国の技師ジョージ・ワシントン・ゲイル・フェリス・ジュニアにより開発されたものであり（観覧車の英名「フェリス・ウィール」は彼の名にちなむ）、シカゴで開催されたシカゴ万国博覧会 (World Columbian Exposition) のアトラクションの1つとして建設された。これはパリのエッフェル塔に対抗して作られたものであり、直径75.5m、2,160人乗りと当時としては巨大なものだった。1995年に再建されたシカゴNavy Pierの観覧車は直径も42mと小さなものになっている。
モーター駆動式は長らくホイールの中心軸にモーターを仕込んだものであったが、この機構は振動や強度の問題から観覧車の大型化の足かせになっていた。巨大観覧車の建設の嚆矢となったのはホイールに取り付けたガイドレールをタイヤローラーで挟み、そのタイヤを回転させてホイールを回すタイヤ駆動式の開発であった。タイヤ駆動式は静穏性がそれまでの駆動方式よりも優れ、中心軸に掛けてもいい負荷が多くなり、理論上は形状が変化するベルトを使用する観覧車も製作できる。

## 世界最大の観覧車の変遷
＊数値は全高（車輪の直径ではない）

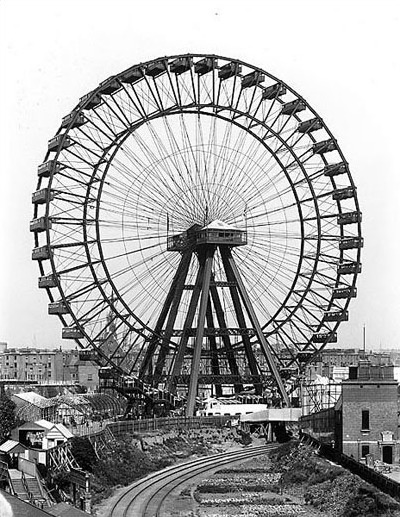
ロンドンのグレート・ホイール。94 mで1895-1900年まで世界で一番高い観覧車だった。

- 1893年：フェリスによる元祖の観覧車（80.4m、アメリカ イリノイ州 シカゴ）は、シカゴ万国博覧会のために建設された。1904年にセントルイス万国博覧会のためにミズーリ州 セントルイスへ移転され、1906年に解体された。
- 1895年：グレート・ホイール（94m、イギリス ロンドン）[4]は、1894年に着工し[5]1895年7月17日に開業した[6]。1906年まで営業し、1907年に解体された。延べ250万人以上が利用した[7]。
- 1900年：グランド・ルー・ド・パリ（100m、フランス パリ）は、パリ万国博覧会のために建設された。1920年に解体されたが[8]、全高100mの記録は1989年まで破られなかった。
  - 1920年以降、現役で世界一の高さとなった観覧車
  - 1920年：大観覧車 (ウィーン)（高64.75m、オーストリア ウィーン）
  - 1984年：姫路セントラルパークのジャイアントピーター（85.0m、姫路市）
  - 1985年：つくば科学博覧会のスーパーゴンドラゴン（85m、現在のつくば市）
- 1989年3月17日 - アジア太平洋博覧会の観覧車（105m、福岡市）が登場、「Grande Roue de Paris」の記録を塗り替えた。
- 1989年3月25日：横浜博覧会のコスモクロック21（107.5m、横浜市）。
- 1992年：びわ湖タワーのイーゴス108（108m、大津市）。
- 1997年7月12日[9]：天保山大観覧車（112.5m、大阪市）。
- 1999年：パレットタウン大観覧車（115m、江東区）[10]
- 2000年：ロンドン・アイ（135m、イギリス ロンドン）。1999年12月31日運転開始、2000年3月開業。
- 2006年：南昌之星（160m、中国 江西省 南昌）
- 2008年：シンガポール・フライヤー（165m、シンガポール）。2月11日に初運転、3月1日に開業。
- 2014年：ハイ・ローラー（168m、アメリカ ネバダ州 ラスベガス）。2014年3月31日開業[11]。
- 2021年：アイン・ドバイ（250m、アラブ首長国連邦 ドバイ）。2021年10月21日開業[12]。現在で世界最大の観覧車。

## 世界の観覧車
＊歴代で高さ世界一となったものは水色の背景

＊かつ高さ世界一でも移転したのものは緑色の背景
| 名前                               | 高さ（メートル） | 完成（年） | 国               | 備考 |
| ---------------------------------- | ---------------- | ---------- | ---------------- | --- |
| アイン・ドバイ                     | 250              | 2021       | アラブ首長国連邦 | 2021年-現在まで高さ世界一                                                                                                  |
| ハイ・ローラー                     | 168              | 2014       | アメリカ合衆国   | 2014-2021年まで高さ世界一                                                                                                  |
| シンガポール・フライヤー           | 165              | 2008       | シンガポール     | 2008-2014年まで高さ世界一                                                                                                  |
| 南昌之星                           | 160              | 2006       | 中国             | 2006-2008年まで高さ世界一                                                                                                  |
| ロンドン・アイ                     | 135              | 2000       | UK               | 2000-2006年まで高さ世界一                                                                                                  |
| 湾区之光                           | 128              | 2021       | 中国             | |
| 天空之夢摩天輪                     | 126              | 2017       | 台湾             | Sky Dream Fukuokaを移転したもの。                                                                                          |
| REDHORSE OSAKA WHEEL               | 123              | 2016       | 日本             | |
| 蘇州摩天輪                         | 120              | 2009       | 中国             | |
| メルボルン・スター                 | 120              | 2008       | オーストラリア   | |
| 天津之眼                           | 120              | 2008       | 中国             | 橋上のものでは高さ世界一                                                                                                   |
| 長沙摩天輪                         | 120              | 2004       | 中国             | |
| 鄭州摩天輪                         | 120              | 2003       | 中国             | |
| Sky Dream Fukuoka（移転前）        | 120              | 2002       | 日本             | 2009年4月に閉鎖、同年撤去。中華民国（台湾）・台中市后里区に移設され、2017年から「天空之夢（Sky Dream）」の名称で営業開始   |
| ダイヤと花の大観覧車               | 117              | 2001       | 日本             | |
| 太湖之星                           | 115              | 2008       | 中国             | 写真 |
| パレットタウン大観覧車             | 115              | 1999       | 日本             | 1999-2000年まで高さ世界一 2022年閉鎖、同年撤去。                                                                           |
| コスモクロック21（移転後）         | 112.5            | 1999       | 日本             | |
| 天保山大観覧車                     | 112.5            | 1997       | 日本             | 1997-1999年まで高さ世界一                                                                                                  |
| 哈爾浜摩天輪                       | 110              | 2003       | 中国             | 写真 |
| 上海摩天輪                         | 108              | 2002       | 中国             | 写真 |
| イーゴス108                        | 108              | 1992       | 日本             | 1992-1997年まで高さ世界一 2001年閉鎖、2013年撤去。ベトナム・ダナン市に移設され、2014年から「サンホイール」の名称で営業開始 |
| コスモクロック21（移転前）         | 107.5            | 1989       | 日本             | 1989-1992年まで高さ世界一                                                                                                  |
| スペース・アイ                     | 100              | 2000       | 日本             | 写真 |
| グランド・ルー・ド・パリ           | 100              | 1900       | フランス         | 1900-1920年まで高さ世界一 1920年閉鎖、同年撤去。                                                                           |
| グレート・ホイール                 | 94               | 1895       | UK               | 1895-1900年まで高さ世界一 1906年閉鎖、1907年撤去。                                                                         |
| 大観覧車オーロラ                   | 90               | 1992       | 日本             | 写真 |
| Eurowheel                          | 90               | 1999       | イタリア         | |
| 剣湖山世界                         | 88               | 1988       | 台湾             | 所在地は雲林県古坑郷 |
| スーパーゴンドラゴン→ テクノスター | 85               | 1985       | 日本             | つくばから大阪へ移転 1985-1989年まで高さ現存で世界一                                                                       |
| フェリス・ホイール                 | 80.4             | 1893       | アメリカ合衆国   | 1893-1894年まで高さ世界一 1906年撤去。                                                                                     |

## 日本の観覧車

### 歴史

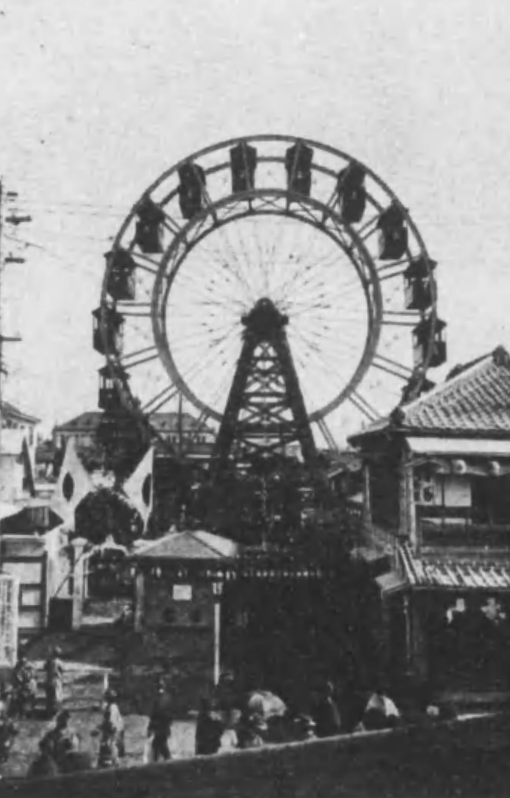
1907年の浅草の観覧車。浅草公園の常盤座の南隣に設置された

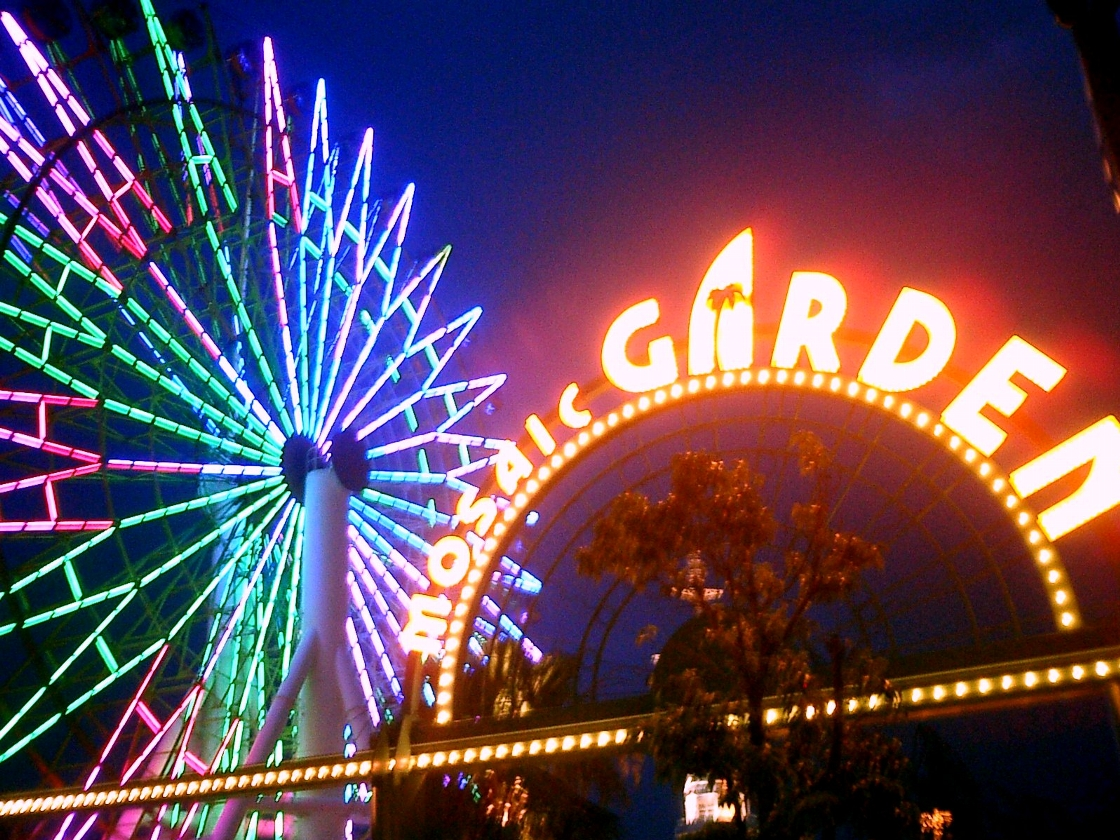
ワンダーホイール（神戸ハーバーランド・モザイクガーデン）

日本の観覧車の歴史では1907年（明治40年）4月、東京・上野で開催された東京勧業博覧会のものが有名である。これが日本初の観覧車とされていたが、福井優子の研究により、1年前の1906年5月に大阪・天王寺公園で開催された日露戦争戦捷紀念博覧会で観覧車が設置されていたことが確認された。その後の調査でさらに、天王寺の観覧車（蒸気動力で動き、直径15メートル、ゴンドラ14個を設置）は、1か月半で解体され、翌年、上野の東京勧業博覧会に移設されたことが判明した。この博覧会では大阪から移設された1台に加え、電動式観覧車1台も設置されていた。
日本では明治末期の1906年～1911年、上記を含む5基の観覧車が設置された。かつて、これらは全て輸入されたと見られていたが、福井は全基が国産だった可能性が高いとの見解を示している。理由としては、1907年7月の『東京日日新聞』に、観覧車を製造した石川島造船所と営業人の間での訴訟を伝える記事が掲載されていること、1910年に福岡市で開催された共進会を図柄とした絵葉書で、観覧車の支柱に「若松徳永鉄工所製造」という文字があること、ゴンドラ内に椅子がない構造が5基に共通していることを挙げている。          
イルミネーション点灯機能を備えた観覧車は、神戸ハーバーランド・モザイクガーデンの「ワンダーホイール（1995年）」が世界初である。現在この機能は多くの大口径観覧車に搭載されるようになった。
世界初のビル一体型の観覧車が登場したのは1998年、大阪の「HEP FIVE」であり、10階建ビルの7階が乗り場になっており、ビル屋上を越えて最高点（106m）に達する。他に横浜モザイクモール（最高点75m）、アミュプラザ鹿児島（最高点91m）、みらい長崎ココウォーク（最高点70m）にも同じタイプの観覧車が存在する。
2024年の時点で、営業している観覧車で日本最大のものは、2016年に開業した大阪府のEXPOCITY内にある「REDHORSE OSAKA WHEEL」（高123m）である。

#### 日本最大の観覧車の変遷

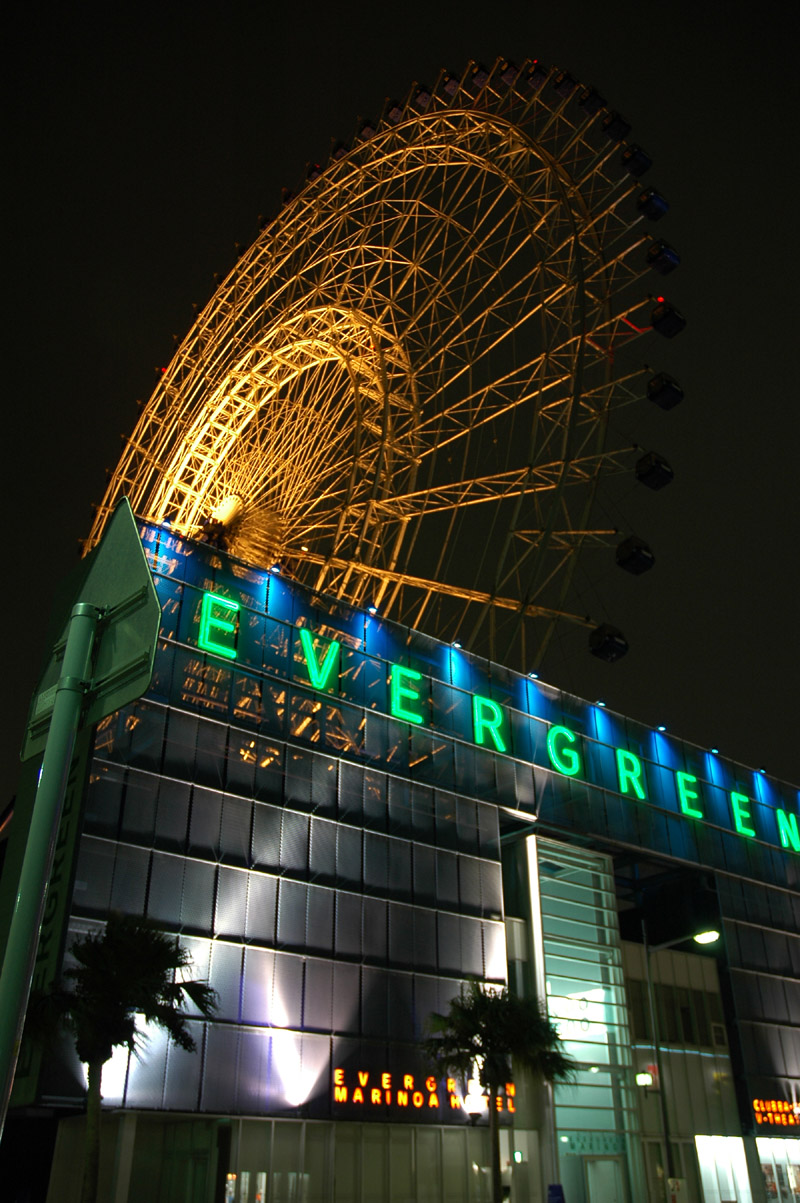
Sky Dream Fukuoka（エバーグリーンマリノア）。営業当時日本最大であった。

- 1981年3月20日 - 神戸ポートアイランド博覧会（通称ポートピア'81）に「ジャイアントホイール」（高63.5m、径61m）が完成し、現役で[28]世界最大となる。
- 1984年3月 - 姫路セントラルパーク「ジャイアントピーター」（高85.0m、径82.5m）が完成。
- 1985年3月17日 - 国際科学技術博覧会（通称科学万博、つくば'85）に「スーパーゴンドラゴン」（高85m、径82.5m）が完成（閉幕後エキスポランドに移設）。
- 1989年3月17日 - 福岡市で開催されたアジア太平洋博覧会（通称：よかトピア）に、かつてパリにあった「Grande Roue de Paris」を上回る、世界最大の観覧車（高105m、径100m）が完成（閉幕後遊園地「グリーンランド」に移設）。
- 1989年3月25日 - 横浜博覧会（通称：横浜博、YES'89）に「コスモクロック21」（高107.5m、径100m）が完成。直径はアジア太平洋博覧会の観覧車と同一。
- 1992年4月26日 - 滋賀県大津市のびわ湖タワーに「イーゴス108」（高108m、径100m）が開業。
- 1997年7月12日 - 大阪市港区の天保山ハーバービレッジに「天保山大観覧車」（高112.5m、径100m）が開業。
- 1999年3月18日 - 横浜市中区の「コスモクロック21」が移設され、その際に台座を高くされて全高が112.5mとなり、高さ、直径ともに天保山大観覧車と並ぶ。
- 1999年3月19日 - 東京・お台場のパレットタウンに「パレットタウン大観覧車」（高115m、径100m）が開業。
  - 1999年12月31日 - イギリスのロンドンに「ロンドン・アイ」（高135m、径135m）が開業し、これ以後、"世界最大の観覧車"のタイトルは海外に移る。
- 2001年3月17日 - 東京・葛西臨海公園に「ダイヤと花の大観覧車」（高117m、径111m）が開業。
- 2001年12月15日 - 福岡市のエバーグリーンマリノアに「Sky Dream Fukuoka」（高120m、径112m）が開業。
- 2009年9月26日 - 「Sky Dream Fukuoka」が営業終了。日本最大の観覧車は「ダイヤと花の大観覧車」に戻る。
- 2016年7月1日 - 大阪府のEXPOCITY（エキスポシティ）内に「REDHORSE OSAKA WHEEL」（高さ123m）が開業。日本最大の観覧車の記録を更新。

### 日本の主な観覧車の一覧
| 都道府県 | 設置場所                                    | 観覧車の名称                              | 全高    | 直径   | 所在地           | 備考 |
| -------- | ------------------------------------------- | ----------------------------------------- | ------- | ------ | ---------------- | --- |
| 北海道   | おたる水族館 （小樽祝津マリンランド）       | 観覧車                                    | 37m     | 34m    | 小樽市           | |
| 北海道   | おびひろ動物園                              | 空中観覧車                                | 36m     | 32m    | 帯広市           | |
| 北海道   | 釧路市動物園遊園地                          | 大観覧車                                  | 41m     | 38.5m  | 釧路市           | |
| 北海道   | 市立室蘭水族館                              | 観覧車                                    | 20m     | 15m    | 室蘭市           | |
| 北海道   | 登別マリンパークニクス                      | 大観覧車                                  | 26m     | 19m    | 登別市登別東町   | |
| 北海道   | ノルベサ                                    | 観覧車ノリア                              | 78m     | 45.5m  | 札幌市中央区     | ビル屋上型 |
| 北海道   | 函館公園 こどものくに                       | 観覧車                                    | 12m     | 10m    | 函館市           | 1950年製、現存する中では日本最古の観覧車。2018年までの公表サイズでは「全高12m、直径10m」とされていたが、2019年開業前の1 - 4月に行った分解整備に備えて実測したところ、左記のサイズが判明した。                                                                                        |
| 北海道   | ファミリー愛ランドYOU                       | 観覧車                                    | 28.4m   | 25m    | 紋別郡湧別町     | 日本最北の観覧車・冬季閉鎖 |
| 北海道   | 北海道グリーンランド                        | 大観覧車                                  | 85m     | 82.5m  | 岩見沢市         | 北海道最大・冬季閉鎖 |
| 北海道   | 深山峠アートパーク                          | 観覧車 十勝岳アートビュー                 | 50m     | 47m    | 空知郡上富良野町 | 冬季閉鎖 |
| 北海道   | ルスツリゾート                              | 大観覧車                                  | 34m     | 31m    | 虻田郡留寿都村   | |
| 青森県   | 八戸公園 こどもの国                         | 観覧車                                    | 30m     | 25m    | 八戸市           | 4月‐11月（冬季閉鎖） |
| 岩手県   | 岩山パークランド                            | 観覧車                                    | 32m     | 30m    | 盛岡市           | 冬季閉鎖 |
| 岩手県   | 北上アメリカンワールド                      | 観覧車                                    | 30m     | 27m    | 北上市           | |
| 秋田県   | 大森山ゆうえんちアニパ                      | フルール                                  | 35.5m   | 30m    | 秋田市           | 冬季閉鎖 |
| 山形県   | リナワールド                                | キティの観覧車                            | 35m     | 31m    | 上山市           | 冬季閉鎖 |
| 宮城県   | 八木山ベニーランド                          | 観覧車～Presented by仙台あおば学舎        | 35m     | 32.4m  | 仙台市太白区     | 冬季閉鎖 |
| 宮城県   | 三井アウトレットパーク 仙台港               | ポートフラワー                            | 50m     | 45m    | 仙台市宮城野区   | |
| 宮城県   | 楽天モバイルパーク宮城 スマイルグリコパーク | 観覧車                                    | 36m     | 32m    | 仙台市宮城野区   | 旧仙台ハイランドの観覧車を移設して2016年5月3日開設。 野球場に併設は日本初。 |
| 福島県   | 郡山カルチャーパーク                        | 観覧車                                    | 30m     | 27.5m  | 郡山市           | 冬季閉鎖 |
| 茨城県   | 日立市かみね公園 かみねレジャーランド       | 大観覧車                                  | 30m     | 26m    | 日立市           | |
| 茨城県   | 日立市かみね公園 かねみゆうえんち           | 観覧車                                    | 20m     | 17m    | 日立市           | |
| 茨城県   | 国営ひたち海浜公園                          | ブルーアイズ                              | 65m     | 62.5m  | ひたちなか市     | |
| 栃木県   | 宇都宮動物園                                | 観覧車                                    | 30m     | 23m    | 宇都宮市         | |
| 栃木県   | 千手山公園                                  | 観覧車                                    | 17.5m   | 12.7m  | 鹿沼市           | |
| 栃木県   | とちのきファミリーランド                    | 大観覧車                                  | 30m     | 25m    | 宇都宮市         | |
| 栃木県   | 那須ハイランドパーク                        | 大観覧車                                  | 50m     | 45m    | 那須郡那須町     | ゴンドラ最高部の標高が643m。冬季閉鎖。 |
| 栃木県   | 日光ランドマーク                            | 観覧車                                    | 40m     | 25m    | 日光市           | ビル一体型。最高地点約40m。2021年4月1日開業。 |
| 栃木県   | 那須高原りんどう湖ファミリー牧場            | Big wheel らんらんしゃ                    | 30.3m   | 28m    | 那須郡那須町     | みさき公園の観覧車を移設・改装。2021年7月17日営業開始 |
| 群馬県   | 渋川スカイランドパーク                      | はなまる                                  | 50m     | 48m    | 渋川市           | |
| 群馬県   | 華蔵寺公園遊園地                            | ひまわり                                  | 65m     | 62.5m  | 伊勢崎市         | |
| 群馬県   | 軽井沢おもちゃ王国                          | 大観覧車                                  | 65m     | 57m    | 吾妻郡嬬恋村     | 冬季閉鎖 |
| 群馬県   | 桐生が岡公園                                | 観覧車                                    | 22.46m  | 20m    | 桐生市           | |
| 群馬県   | ららん藤岡                                  | メルヘン観覧車                            | 16m     | 14.2m  | 藤岡市           | |
| 群馬県   | 甘楽町こんにゃくパーク                      | りとるふらわぁ                            | 9m      | 8.3m   | 甘楽郡甘楽町     | |
| 埼玉県   | 東武動物公園                                | エマさんのチーズ風車                      | 51.766m | 46m    | 南埼玉郡宮代町   | |
| 埼玉県   | むさしの村                                  | 大観覧車                                  | 30m     | 28m    | 加須市           | |
| 千葉県   | マザー牧場 わくわくランド                   | 観覧車                                    | 30m     | 27.5m  | 富津市           | |
| 千葉県   | ビッグホップガーデンモール印西              | そらっぱ                                  | 50.8m   | 42.8m  | 印西市           | |
| 千葉県   | 東京ドイツ村                                | 観覧車                                    | 40m     | 37m    | 袖ケ浦市         | |
| 千葉県   | もりのゆうえんち                            | ジャイアントホイール                      | 65m     | 62.5m  | 野田市           | |
| 千葉県   | 木更津かんらんしゃパークKISARAPIA           | 大観覧車                                  | 60m     | 57m    | 木更津市         | |
| 東京都   | 葛西臨海公園                                | ダイヤと花の大観覧車                      | 117m    | 111m   | 江戸川区         | |
| 東京都   | 東京ドームシティアトラクションズ            | ビッグ・オー                              | 79.42m  | 60m    | 文京区           | 世界初のセンターレス（中心軸が無い）観覧車 |
| 東京都   | あらかわ遊園                                | 観覧車（新）                              | 40m     | 38m    | 荒川区           | 2022年に新設されたもの。 |
| 東京都   | よみうりランド                              | Sky-Go-LAND                               | 59m     | 57m    | 稲城市           | 2024年10月24日開業。後述する「大観覧車」の後継。 |
| 東京都   | 東京サマーランド                            | スターホイール                            | 62m     | 59m    | あきる野市       | |
| 東京都   | 東急プラザ蒲田かまたえん                    | 幸せの観覧車                              | 12.75m  | 8.5m   | 大田区           | 初代（1968年〜）、二代目（1989〜2014年）の営業終了から復活（2014年）した都内唯一の屋上観覧車。 |
| 神奈川県 | よこはまコスモワールド                      | コスモクロック21                          | 107.5m  | 100m   | 横浜市中区       | 設置当初世界一。1999年の再オープン時に移動、嵩上げし、全高112.5mとなる |
| 神奈川県 | モザイクモール港北                          | 大観覧車                                  | 75m     | 45m    | 横浜市都筑区     | ビル一体型 |
| 神奈川県 | さがみ湖MORI MORI                           | お山のかんらんしゃ                        | 50m     | 46m    | 相模原市緑区     | 海抜420mに立地。相模湖ピクニックランド時代の名称は「アルプス観覧車」。現名称はさがみ湖リゾート プレジャーフォレスト時代に名付けられた。 |
| 神奈川県 | 長井海の手公園 ソレイユの丘                 | 観覧車                                    | -       | -      | 横須賀市         | |
| 新潟県   | サントピアワールド                          | 大観覧車                                  | 50m     | 47m    | 阿賀野市         | 冬季閉鎖 |
| 新潟県   | 妙高サンシャインランド                      | 大観覧車                                  | 50m     | -      | 上越市           | 冬季閉鎖 |
| 富山県   | ミラージュランド                            | ジャイアントホイール                      | 66m     | 62.5m  | 魚津市           | 冬季閉鎖 |
| 富山県   | 三井アウトレットパーク北陸小矢部            | NANAIRO WHEEL（ナナイロホイール）         | 50m     | -      | 小矢部市         | 2025年11月3日に営業終了予定。 |
| 石川県   | 手取フィッシュランド                        | 大観覧車                                  | 50m     | 47m    | 能美市           | 平日のみ冬季休業 |
| 山梨県   | 富士急ハイランド                            | シャイニング・フラワー                    | 50m     | 46m    | 富士吉田市       | |
| 静岡県   | 伊豆アニマルキングダム                      | 大観覧車                                  | 40m     | 38m    | 賀茂郡東伊豆町   | 海抜420mに立地。 |
| 静岡県   | ぐりんぱ                                    | みんなのかんらんしゃ                      | 50m     | 45m    | 裾野市           | ゴンドラ最高部の海抜1,280mは日本一。 |
| 静岡県   | 浜名湖パルパル                              | 大観覧車コクー                            | 60m     | 53m    | 浜松市中央区     | 海抜約85m |
| 静岡県   | エスパルスドリームプラザ                    | 観覧車                                    | 52m     | 45m    | 静岡市清水区     | |
| 静岡県   | 東名高速道路 富士川サービスエリア           | 大観覧車Fuji Sky View（フジスカイビュー） | 60m     | -      | 富士市           | |
| 静岡県   | 浜松市フラワーパーク                        | 観覧車                                    | 25m     | 20m    | 浜松市中央区     | |
| 岐阜県   | 河川環境楽園（オアシスパーク）              | オアシスホイール                          | 67.m    | 60m    | 各務原市         | ゴンドラに3D立体音響システムを設置。 |
| 岐阜県   | 恵那峡ワンダーランド                        | 大観覧車 (太陽と花の展望車)               | 50.4m   | 48m    | 中津川市         | |
| 岐阜県   | 養老ランド                                  | 観覧車                                    | 12m     | 10m    | 養老郡養老町     | |
| 愛知県   | 愛・地球博記念公園                          | 大観覧車                                  | 88m     | 80m    | 長久手市         | 東海地方最大 |
| 愛知県   | 東山動植物園                                | 大観覧車                                  | 36m     | 32m    | 名古屋市千種区   | |
| 愛知県   | 日本モンキーパーク                          | 大観覧車                                  | 50.4m   | 48m    | 犬山市           | |
| 愛知県   | 南知多ビーチランド                          | 観覧車                                    | 40m     | -      | 知多郡美浜町     | |
| 愛知県   | 名古屋港シートレインランド                  | 大観覧車                                  | 85m     | 82.5m  | 名古屋市港区     | |
| 愛知県   | 豊橋総合動植物公園                          | 大観覧車                                  | 50m     | 48m    | 豊橋市           | |
| 愛知県   | ラグーナテンボス                            | 観覧車                                    | 65m     | 57.5m  | 蒲郡市           | |
| 愛知県   | 刈谷ハイウェイオアシス                      | 大観覧車                                  | 約60m   | 53m    | 刈谷市           | |
| 愛知県   | サンシャイン栄                              | スカイボート                              | 52m     | 40m    | 名古屋市中区     | 建物一体型 |
| 愛知県   | 岡崎市南公園                                | 観覧車                                    | 30m     | 27.5m  | 岡崎市           | |
| 愛知県   | 堀内公園                                    | 観覧車                                    | 35m     | 30m    | 安城市           | |
| 愛知県   | 碧南市明石公園                              | 観覧車                                    | 30m     | 25m    | 碧南市           | |
| 三重県   | モートピア（鈴鹿サーキット）                | サーキットホイール                        | 50.4m   | 48m    | 鈴鹿市           | |
| 三重県   | ナガシマスパーランド                        | 大観覧車オーロラ                          | 92m     | 83m    | 桑名市           | |
| 京都府   | 京都市動物園                                | 観覧車                                    | 12m     | 10m    | 京都市左京区     | 全国で2番目に古い現役の観覧車。1956年、比叡山で開催されたイベント「叡山納涼パラダイス」で使用された後、現在地に移設。京都市指定有形文化財（建造物）。 |
| 京都府   | 天橋立ビューランド                          | 観覧車                                    | 15m     | 13m    | 宮津市           | |
| 大阪府   | 天保山ハーバービレッジ                      | 天保山大観覧車                            | 112.5m  | 100m   | 大阪市港区       | 設置当初世界一 |
| 大阪府   | 梅田・HEP FIVE                              | 観覧車                                    | 77.4m   | 75m    | 大阪市北区       | 初のビル一体型。地上高105.4m。 |
| 大阪府   | ドン・キホーテ道頓堀店                      | 道頓堀大観覧車(えびすタワー)              | 77.4m   | 10.5m  | 大阪市中央区     | 世界初の楕円形。縦17m、横15mの「えべっさん」がデザインされている。ゴンドラ内部が途中水平回転するため、乗った直後と、降りる直前はゴンドラ内部が180度回転した位置になっている。4人1列で乗るゴンドラは全部で32台、1周の所要時間は約15分。あべのハルカスをはじめ大阪ミナミを一望できる。 |
| 大阪府   | EXPOCITY                                    | REDHORSE OSAKA WHEEL                      | 123m    | 114.7m | 吹田市           | 2016年時点、日本最大の観覧車。特別仕様の「VIPゴンドラ」（4人乗り）が2基ついている。 |
| 大阪府   | ひらかたパーク                              | スカイウォーカー                          | 55.36m  | 53m    | 枚方市           | |
| 大阪府   | りんくうプレジャータウンSEACLE              | りんくうの星                              | 85m     | 82.5m  | 泉佐野市         | |
| 大阪府   | ハーベストの丘                              | 観覧車                                    | 36m     | 32m    | 堺市南区         | かつてさやま遊園に設置されていた物を移設 |
| 兵庫県   | 神戸ハーバーランド・モザイクガーデン        | ワンダーホイール                          | 50m     | 45m    | 神戸市中央区     | かつて六甲ランドAOIAに設置されていた物を移設。世界で初めてイルミネーション点灯機能を実装。 |
| 兵庫県   | 姫路セントラルパーク                        | ジャイアントピーター                      | 85m     | 82.5m  | 姫路市           | 設置当時世界一 |
| 兵庫県   | 姫路市立動物園                              | 観覧車                                    | 12m     | 10m    | 姫路市           | |
| 兵庫県   | 淡路ワールドパークONOKORO                   | 大観覧車ONOKORO                           | 59m     | 53m    | 淡路市           | |
| 兵庫県   | 淡路サービスエリア                          | 大観覧車                                  | 65m     | 62.5m  | 淡路市           | |
| 兵庫県   | 神戸市立王子動物園                          | アニマル大観覧車                          | 36m     | 32m    | 神戸市灘区       | |
| 兵庫県   | 東条湖おもちゃ王国                          | 大観覧車                                  | 41m     | 35m    | 加東市           | |
| 兵庫県   | 神戸市立フルーツ・フラワーパーク おとぎの国 | フルーツ観覧車                            | 36m     | 32m    | 神戸市北区       | |
| 和歌山県 | アドベンチャーワールド                      | クリスタルキャビン                        | 64.7m   | 62m    | 西牟婁郡白浜町   | |
| 岡山県   | 鷲羽山ハイランド                            | レインボー大観覧車                        | 62m     | 59m    | 倉敷市           | |
| 岡山県   | おもちゃ王国                                | 大観覧車                                  | 65m     | 60m    | 玉野市           | |
| 岡山県   | ヒルゼン高原センター ジョイフルパーク       | ヒルゼンタワー                            | 50m     | 47m    | 真庭市           | |
| 広島県   | みろくの里                                  | 大観覧車                                  | 50m     | 37.8m  | 福山市           | |
| 山口県   | ときわ公園                                  | カッタくん観覧車                          | 36m     | 32m    | 宇部市           | |
| 山口県   | 蜂ヶ峯総合公園                              | 観覧車                                    | 32.65m  | 26m    | 玖珂郡和木町     | |
| 山口県   | 秋吉台サファリランド                        | 観覧車                                    | 32m     | 27m    | 美祢市           | |
| 山口県   | はい!からっと横丁                           | 大観覧車                                  | 59.5m   | 57m    | 下関市           | |
| 徳島県   | とくしまファミリーランド                    | 観覧車                                    | 46m     | 42m    | 徳島市           | |
| 香川県   | ニューレオマワールド                        | 大観覧車                                  | 51m     | 50m    | 丸亀市           | 「足ブラ観覧車」というオープンタイプのゴンドラ（2人乗り）が2基ついている。 |
| 愛媛県   | いよてつ高島屋                              | 大観覧車くるりん                          | 47m     | 45m    | 松山市           | ビル屋上型 |
| 高知県   | わんぱーくこうち                            | 観覧車                                    | 25m     | 22m    | 高知市           | |
| 福岡県   | 到津の森公園                                | 観覧車                                    | 40m     | 34m    | 北九州市小倉北区 | |
| 福岡県   | チャチャタウン小倉                          | 観覧車                                    | 60m     | 50m    | 北九州市小倉北区 | |
| 福岡県   | 福岡市動植物園                              | 観覧車                                    | 15m     | 12m    | 福岡市中央区     | |
| 福岡県   | 大牟田市動物園                              | 観覧車                                    | 35m     | 30m    | 大牟田市         | |
| 福岡県   | 久留米市鳥類センター                        | 観覧車                                    | 30m     | 25m    | 久留米市         | |
| 佐賀県   | メルヘン村                                  | 観覧車                                    | 35m     | 30m    | 武雄市           | |
| 長崎県   | みらい長崎ココウォーク                      | 観覧車                                    | 70m     | 45m    | 長崎市           | ビル一体型（建物の五階部分に設置） |
| 長崎県   | ハウステンボス                              | 白い観覧車                                | 48m     | -      | 佐世保市         | |
| 長崎県   | 山茶花高原ピクニックパーク                  | フラワーホイール                          | 20m     | 18m    | 諫早市           | |
| 熊本県   | グリーンランド                              | レインボー                                | 105m    | 100m   | 荒尾市           | アジア太平洋博覧会に設置されていた観覧車を移設。博覧会開幕当初世界一。 |
| 熊本県   | 熊本市動植物園                              | 観覧車                                    | 30m     | 27m    | 熊本市東区       | |
| 大分県   | ハーモニーランド                            | 大観覧車ワンダーパノラマ                  | 54m     | 45m    | 速見郡日出町     | |
| 大分県   | 城島高原パーク                              | 大観覧車スカイパレット                    | 50m     | 47m    | 別府市           | |
| 大分県   | ラクテンチ                                  | フラワー大観覧車                          | 43m     | 12m    | 別府市           | 二重観覧車（二つの観覧車が一つのアームで回っている）、旧宝塚ファミリーランドより移設。かつては両面に観覧車が存在しており、もう一台はミャンマーのリゾート施設(ナショナル・ランドマーク・ガーデン)に移設された。アーム長24m。                                                          |
| 宮崎県   | 観音池公園                                  | 観覧車                                    | 30m     | 27m    | 都城市           | |
| 鹿児島県 | アミュプラザ鹿児島                          | アミュラン                                | 62.25m  | 60m    | 鹿児島市         | ビル一体型。最高点91m。 |
| 鹿児島県 | 城山公園                                    | 観覧車                                    | 30m     | 27m    | 霧島市           | |
| 鹿児島県 | 鹿児島市平川動物公園                        | 観覧車                                    | 30m     | 27.5m  | 鹿児島市         | |
| 鹿児島県 | ダグリ岬遊園地                              | 観覧車                                    | 30m     | 27m    | 志布志市         | |

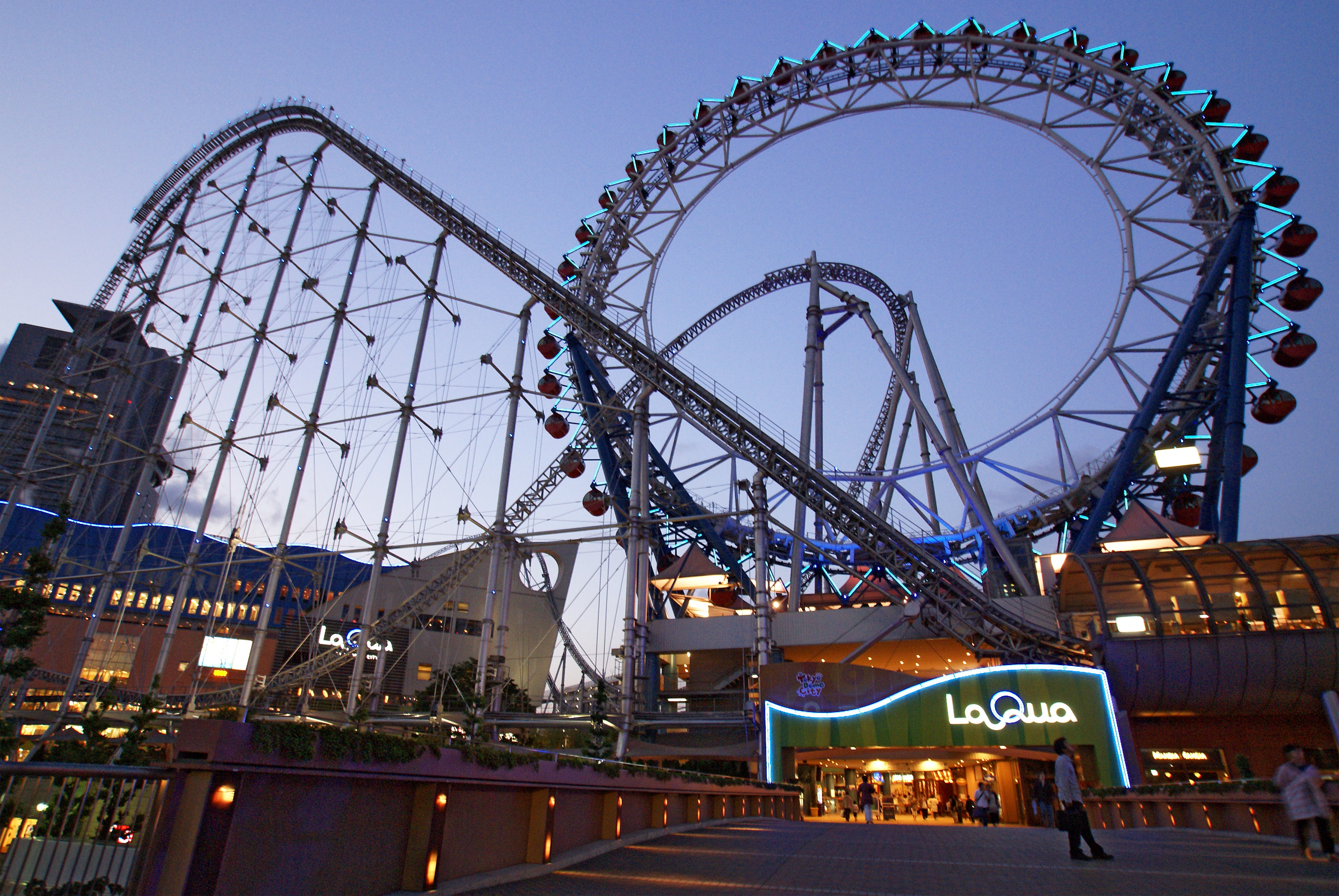
ビッグ・オー（東京ドームシティアトラクションズ）
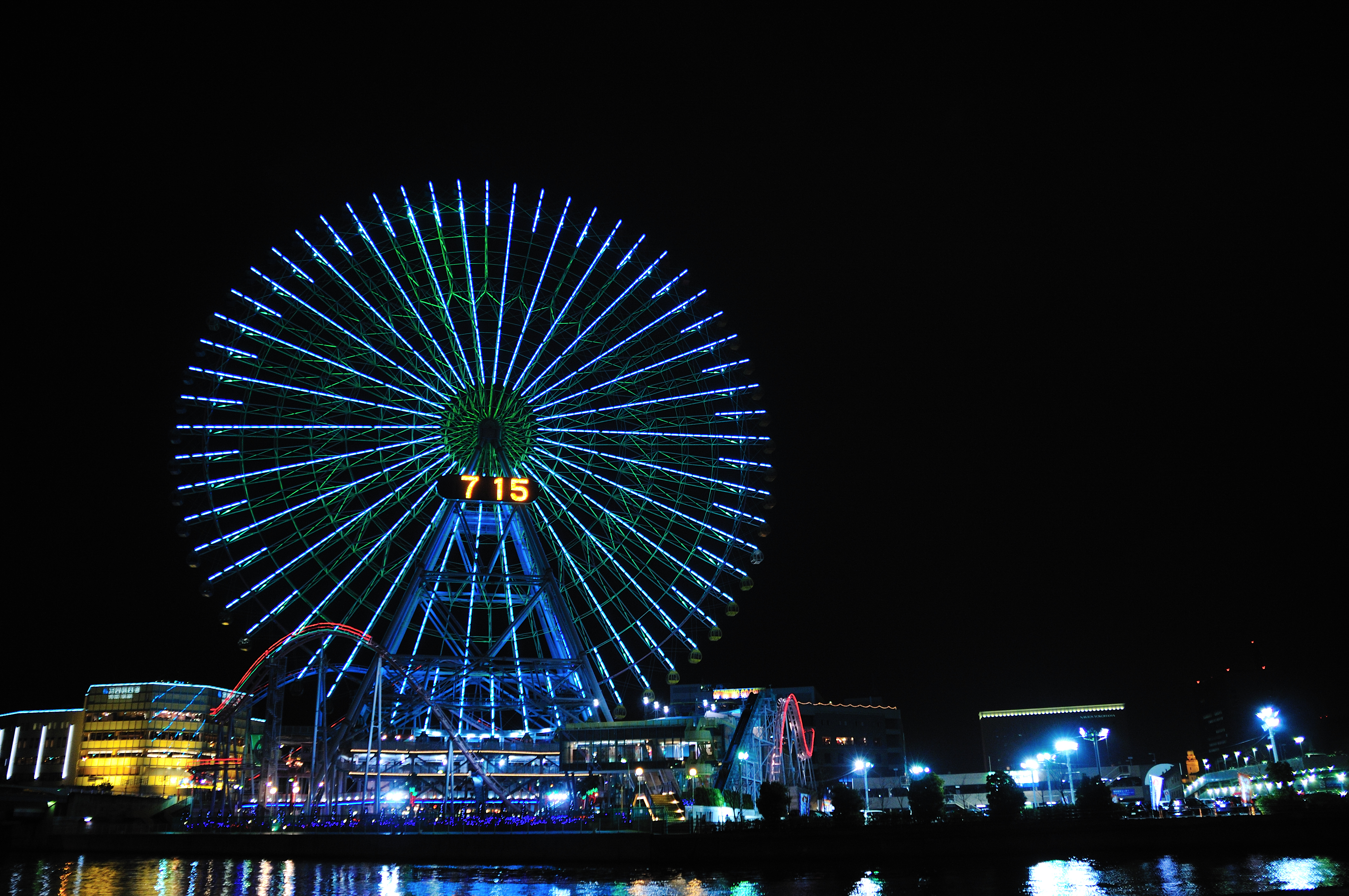
コスモクロック21（よこはまコスモワールド）
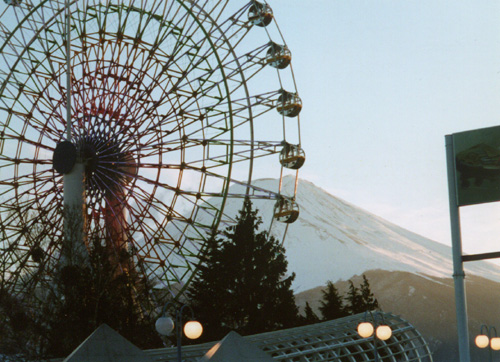
シャイニング・フラワー（富士急ハイランド）
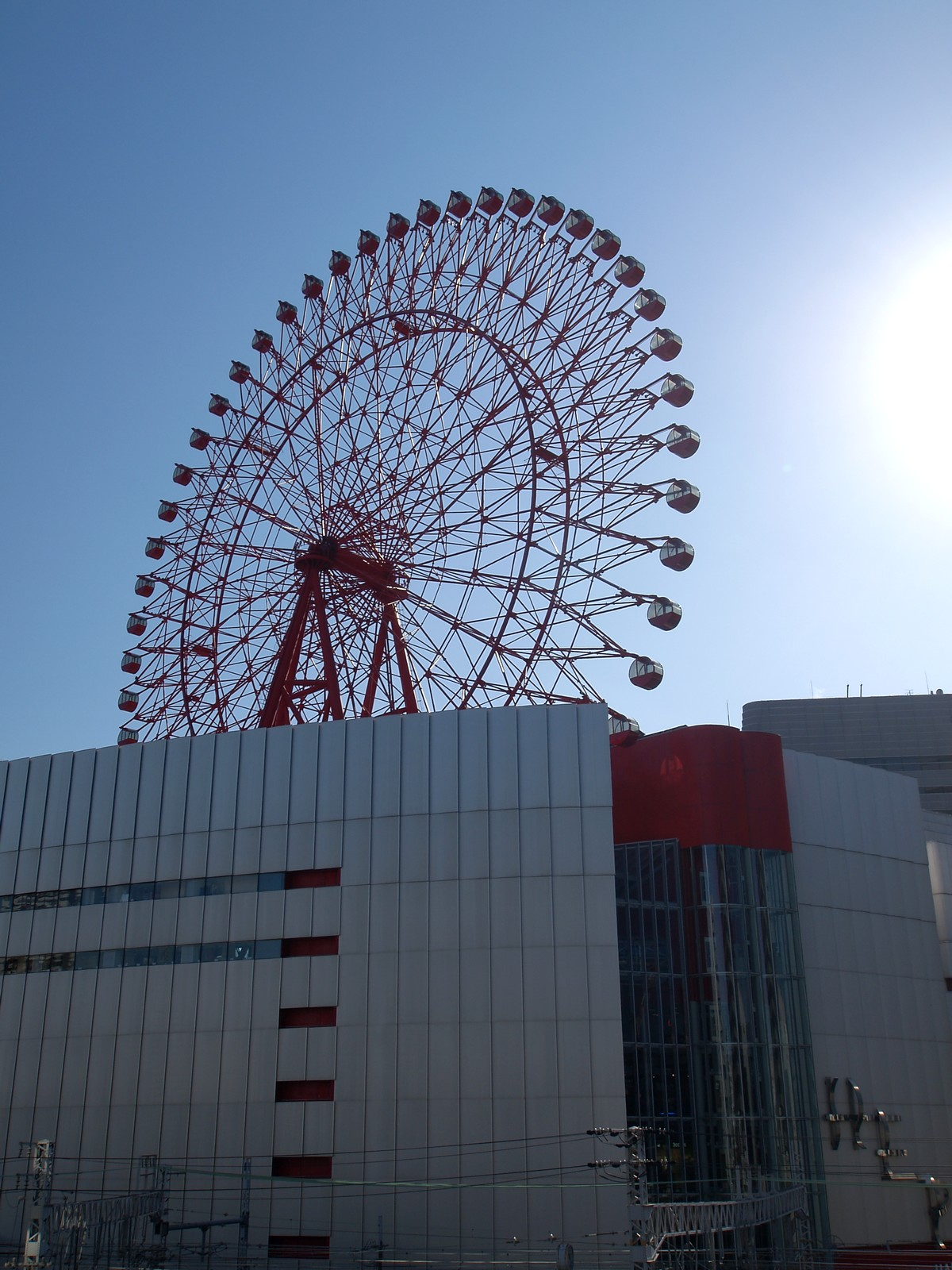
梅田、HEP FIVEの観覧車
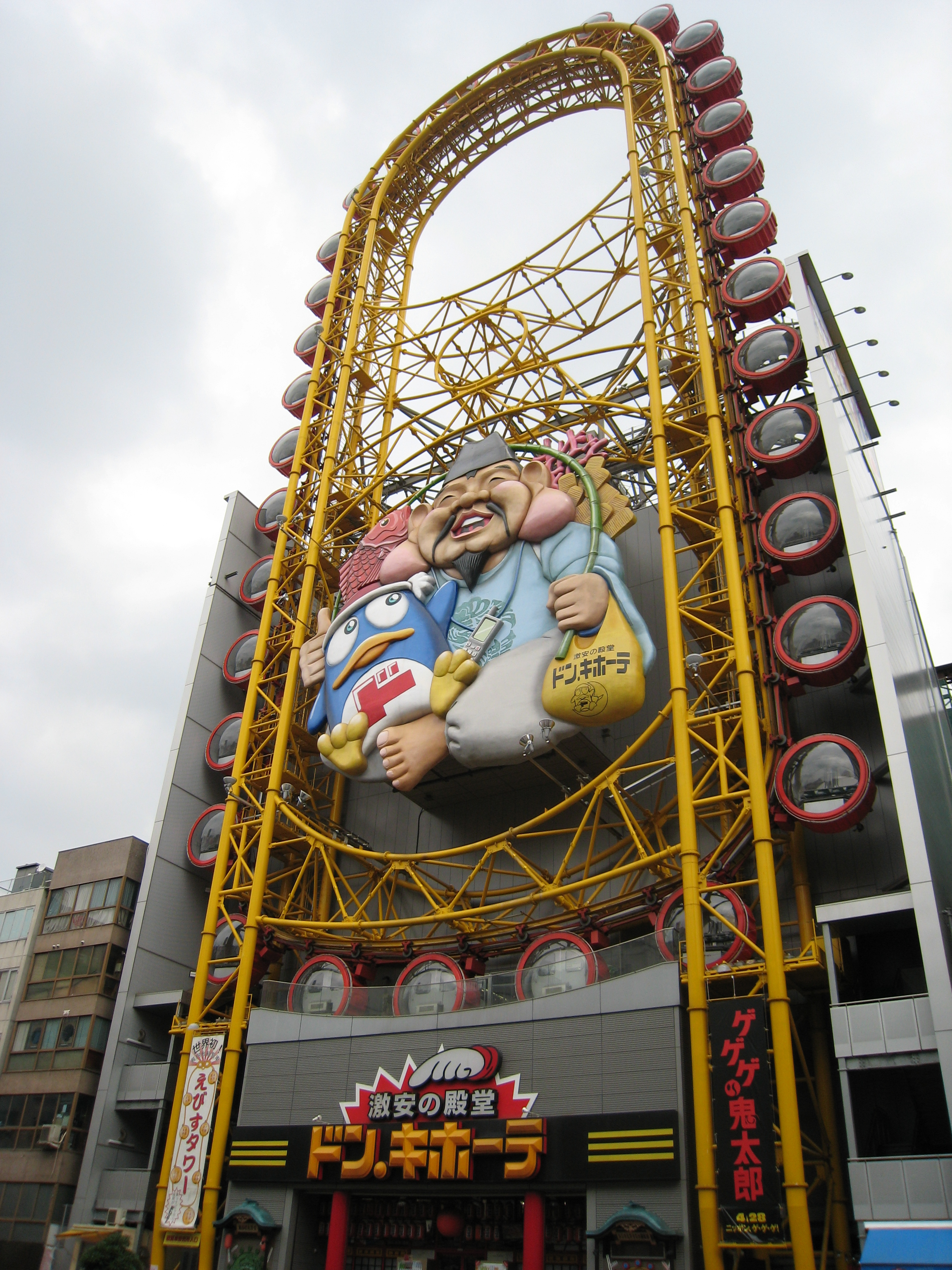
ドンキホーテ道頓堀店の観覧車

### 営業終了または休止中の観覧車
| 都道府県 | 設置場所                                   | 観覧車の名称           | 全高   | 直径  | 所在地                       | 備考 |
| -------- | ------------------------------------------ | ---------------------- | ------ | ----- | ---------------------------- | --- |
| 北海道   | 旭川市旭山動物園                           | 観覧車                 | 41.5m  | 37m   | 旭川市                       | 2007年運行終了、後に撤去。 |
| 北海道   | ウイングベイ小樽                           | レインボークルーザー   | 58m    | 50m   | 小樽市                       | 2011年営業終了、2015年撤去、台湾へ移設。 |
| 北海道   | 小樽公園こどもの国                         | 観覧車                 | -      | -     | 小樽市                       | 2006年閉園 |
| 北海道   | キャッスルランド                           | ガリバーくん           | 53m    | 50m   | 池田町                       | 不明 |
| 北海道   | サッポロテイネ 手稲オリンピア              | 大観覧車               | -      | -     | 札幌市                       | 2010年より休止中 |
| 北海道   | 札幌市円山動物園（キッドランド）           | 観覧車                 | 22.2m  | 18.2m | 札幌市                       | 2010年運行終了、後に撤去。 |
| 北海道   | サンタプレゼントパーク                     | 大観覧車               | 50m    | 47m   | 旭川市                       | 2009年閉園 |
| 北海道   | シーサイドパーク広尾（遊園地）             | ワンダーホイール       | 16m    | 14m   | 広尾町                       | 2005年閉園 |
| 北海道   | 石炭の歴史村                               | 大観覧車               | 50m    | 48m   | 夕張市                       | 2007年運行終了、後に撤去。 |
| 青森県   | イオンモール下田                           | ビックスワン           | 65m    | 62m   | 上北郡おいらせ町             | 老朽化により2005年解体。 |
| 青森県   | ワンダーランドASAMUSHI                     | 大観覧車               | 32m    | 26m   | 青森市                       | 老朽化により2004年撤去、2005年閉園。 |
| 宮城県   | 化女沼レジャーランド                       | 観覧車                 | -      | -     | 大崎市                       | 2001年閉鎖 |
| 福島県   | 赤トリヰグリーンモール                     | 観覧車                 | 30m    | -     | 須賀川市                     | 1981年10月27日設置。運転停止・撤去時期不明。 |
| 福島県   | 高子沼グリーンランド                       | 観覧車                 | -      | -     | 福島市                       | 1999年閉鎖 |
| 福島県   | ショッピングモールフェスタ                 | ビッグルーレット       | 60m    | 57m   | 郡山市                       | 2017年3月31日で運行終了 |
| 福島県   | いわき市海竜の里センター                   | 観覧車                 | 30m    | 28.5m | いわき市                     | 2024年3月31日で営業終了（解体予定） |
| 栃木県   | 小山ゆうえんち                             | ジャイアントホイール   | 60m    | 60m   | 小山市喜沢                   | 老朽化により2007年に解体された。 |
| 群馬県   | カッパピア                                 | 大観覧車               | -      | -     | 高崎市                       | 2003年3月閉園。 |
| 群馬県   | 群馬サファリパーク                         | 観覧車                 | 40m    | 37m   | 富岡市                       | 2023年3月より営業休止。 |
| 埼玉県   | 西武園ゆうえんち                           | 大観覧車               | 62m    | 59m   | 所沢市                       | 2022年5月より営業休止。のちに2023年に撤去。 |
| 埼玉県   | 西武園ゆうえんち                           | トリプル観覧車         | 30m    | -     | 所沢市                       | 3本のアームにそれぞれ複数のゴンドラがついて回るタイプ。2004年営業停止。                                                                                              |
| 埼玉県   | 東武動物公園                               | 大観覧車               | 48.5m  | 46m   | 宮代町                       | 2014年3月営業終了。 |
| 埼玉県   | 丸広百貨店川越店                           | わんぱくホイール       | -      | -     | 川越市                       | 屋上遊園の閉鎖に伴い、2019年3月営業終了。 |
| 千葉県   | 千葉市動物公園 ドリームワールド            | 観覧車                 | 50m    | 45m   | 千葉市若葉区                 | 2014年5月31日でドリームワールドのみ閉園。 |
| 東京都   | お台場                                     | パレットタウン大観覧車 | 115m   | 100m  | 江東区                       | 1999年3月より設置当初世界一、2022年8月31日で営業終了。 |
| 東京都   | 浅草花やしき                               | ちびっこ観覧車         | 6m     | 6m    | 台東区                       | 1993年3月設置。ドイツのピーター・ペッツ製で、加速したり、逆回転する独特の観覧車だった。2019年6月に営業終了。                                                         |
| 東京都   | あらかわ遊園                               | 観覧車（旧）           | 32m    | 26m   | 荒川区                       | 1954年製。遊園地の大規模改修により2018年解体。 |
| 東京都   | 豊島園                                     | 観覧車                 | -      | -     | 練馬区                       | 1956年設置。1980年代後半頃に撤去された。 |
| 東京都   | 多摩川園                                   | 観覧車                 | -      | -     | 大田区                       | |
| 東京都   | 二子玉川園                                 | 観覧車                 | -      | -     | 世田谷区                     | |
| 東京都   | 京王遊園                                   | 観覧車                 | -      | -     | 調布市                       | |
| 東京都   | よみうりランド                             | 大観覧車               | 61.4m  | 59m   | 稲城市                       | Sky-Go-LAND建設に伴い2025年1月13日に営業終了。 |
| 東京都   | 多摩テック                                 | トップキャビン         | -      | -     | 日野市                       | 2009年9月30日の閉園後に撤去され、フィリピンの大型モールに移設された。                                                                                                |
| 東京都   | 小田急OX町田店                             | 観覧車                 | -      | -     | 町田市                       | 店舗屋上に設置され、1960年代後半に撤去。 |
| 神奈川県 | 野毛山遊園地                               | 観覧車                 | -      | -     | 横浜市西区                   | 1964年の閉園に伴って撤去。 |
| 神奈川県 | 横浜ドリームランド                         | ワンダーホイール       | 50m    | 45m   | 横浜市戸塚区                 | レールに沿って動くタイプのゴンドラがあった。2002年閉園。 |
| 神奈川県 | 向ヶ丘遊園                                 | 大観覧車               | -      | 50m   | 川崎市多摩区                 | 1976年設置。2002年3月の営業終了後に撤去。 |
| 神奈川県 | フジサワ名店ビル                           | 観覧車                 | -      | -     | 藤沢市                       | 1965年からビル屋上に7年ほど設置されていた。 |
| 神奈川県 | 小田原城址公園                             | 観覧車                 | 13m    | 11m   | 小田原市                     | 1955年10月より小田原城跡地への天守閣復興まで、天守閣の代理として存在。1959年小田原城再建で付近の児童公園に移設。1996年2月撤去                                        |
| 富山県   | ミラージュランド                           | ワンダーホイール       | 25m    | -     | 魚津市                       | 1982年の開園時より設置。「ジャイアントホイール」に交代する形で廃止。                                                                                                 |
| 富山県   | 大川寺遊園                                 | 観覧車                 | 15m    | -     | 上新川郡大山町（現・富山市） | 1968年設置。 1996年11月4日閉園に伴い撤去。 |
| 富山県   | 太閤山ランド                               | ワンダーホイル         | 30m    | -     | 射水郡小杉町（現・射水市）   | にっぽん新世紀博覧会が開催された1983年7月16日から9月15日までのみ設置。                                                                                               |
| 富山県   | 富山市ファミリーパーク                     | 観覧車                 | 30m    | -     | 富山市                       | 1984年開園時より設置、2006年6月25日に部品の落下に伴い運転中止、そのまま廃止とし、翌2007年1月上旬から1ヶ月かけて撤去。                                                |
| 福井県   | 三国ワンダーランド                         | 観覧車                 | 15m    | 12m   | 坂井市三国町                 | 休止中 |
| 福井県   | 武生中央公園                               | 大観覧車               | 36m    | 32m   | 越前市                       | たけふ菊人形などイベント時のみ営業。老朽化により2021年中に廃止。 |
| 静岡県   | 御殿場プレミアム・アウトレット             | スカイホール           | 50m    | 47.5m | 御殿場市                     | 御殿場ファミリーランド（1999年閉園）時代の「パノラマ大観覧車」を流用。設置してあるキッズランドが2015年8月31日をもって閉園。                                          |
| 愛知県   | 三越名古屋栄本店                           | 屋上観覧車             | 12m    | 10m   | 名古屋市中区                 | 屋上観覧車としては現存日本最古。2005年7月20日で営業終了。登録有形文化財                                                                                              |
| 滋賀県   | びわ湖タワー                               | イーゴス108            | 108m   | 100m  | 大津市                       | 設置当初世界一、 2001年閉鎖、2013年撤去。ベトナム・ダナン市に移設され、2014年から「サンホイール」の名称で営業開始。                                                  |
| 大阪府   | エキスポランド                             | テクノスター           | 85m    | 82.5m | 吹田市                       | 国際科学技術博覧会に設置されていた「スーパーゴンドラゴン」を移設。設置当時世界一。2009年の閉園後解体。                                                               |
| 大阪府   | みさき公園                                 | 観覧車                 | 30.3m  | 28m   | 泉南郡岬町                   | 2020年3月31日閉園。那須高原りんどう湖ファミリー牧場へ移設 |
| 兵庫県   | 神戸ポートピアランド                       | ジャイアントホイール   | 63.5m  | 61m   | 神戸市中央区                 | 設置当時世界一。2006年閉園、後に撤去。 |
| 兵庫県   | 赤穂海浜公園 わくわくランド                | ジャイアントホイール   | 50.4m  | 48m   | 赤穂市                       | 2022年1月に運転終了、撤去。フィリピンの遊園地に移設予定。 |
| 兵庫県   | ひめじ手柄山遊園                           | 大観覧車               | 32m    | 27m   | 姫路市                       | 2016年運行終了、後に撤去。 |
| 和歌山県 | 和歌山マリーナシティ                       | WAKKA-ワッカ-          | 48m    | 45m   | 和歌山市                     | 2020年運行終了、後に撤去。 |
| 広島県   | ヒロシマナタリー                           | 大観覧車               | 65m    | -     | 廿日市市                     | 1974年開園。当時は東洋最大の観覧車とされたが、1996年3月閉園。 |
| 広島県   | 呉ポートピアランド                         | ジャイアントホイール   | 100m   | 80m   | 呉市                         | 1998年閉園、後に撤去され、スペースワールドに移設され「スペース・アイ」として再開業。                                                                                 |
| 広島県   | マリーナホップ                             | 大観覧車               | 40m    | 36m   | 広島市西区                   | 2024年12月営業終了。 |
| 徳島県   | 吉野川遊園地                               | ビッグドリーム         | 55m    | 52.8m | 吉野川市                     | 2011年閉園 |
| 香川県   | 宮脇書店総本店                             | ぶっくるりん           | 32m    | 26m   | 高松市                       | ビル屋上型。宮脇書店社長の観覧車好きが高じて設置された。2019年5月6日営業終了。                                                                                       |
| 福岡県   | スペースワールド                           | スペース･アイ          | 100m   | 80m   | 北九州市八幡東区             | 呉ポートピアランドにあった「ジャイアントホイール」を移設したもの。2017年閉園、後に撤去され、カンボジア・シェムリアップに移設の上で「アンコール・アイ」として再開業。 |
| 福岡県   | 海の中道海浜公園                           | 大観覧車               | 62.5m  | 60m   | 福岡市東区                   | 老朽化により2015年8月終了、2016年に撤去済み |
| 福岡県   | かしいかえん                               | 観覧車                 | 36m    | 35.5m | 福岡市東区                   | 2021年に営業終了後、解体撤去済み。秋田市大森山動物園に移設 |
| 福岡県   | エバーグリーンマリノア                     | Sky Dream Fukuoka      | 120m   | 112m  | 福岡市西区                   | 営業当時日本最大。建設当時全高で東洋一。 2009年営業終了、2011年解体。台湾へ移設、2017年5月よりSky Dreamとして営業中                                                  |
| 福岡県   | マリノアシティ福岡                         | スカイホイール         | 58.3m  | 50m   | 福岡市西区                   | 2024年8月に営業終了。 |
| 沖縄県   | カーニバルパーク（美浜アメリカンビレッジ） | ミハマ                 | 56.65m | 45m   | 中頭郡北谷町                 | 2022年解体開始。 |

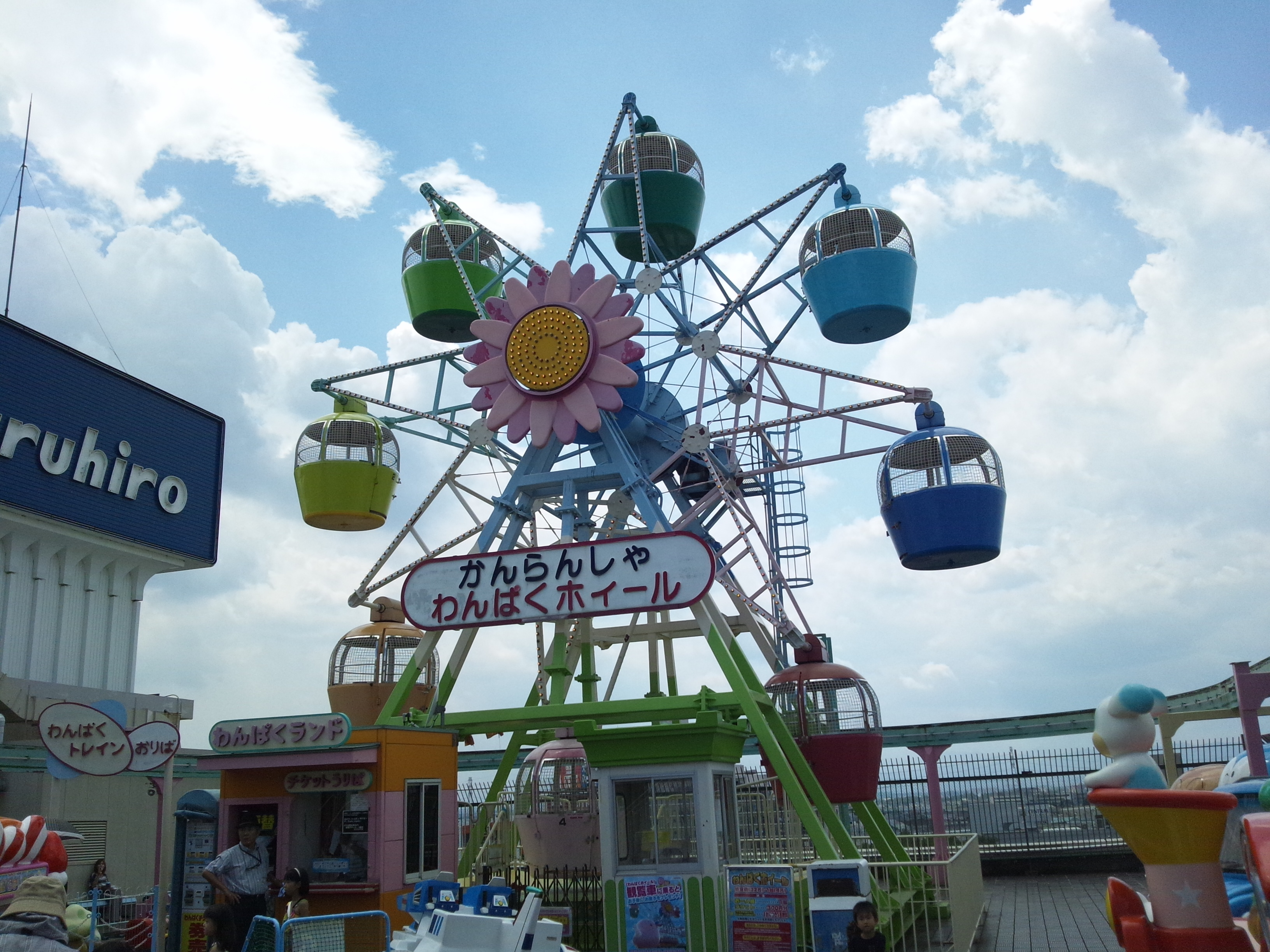
丸広百貨店川越店の屋上観覧車（営業終了）
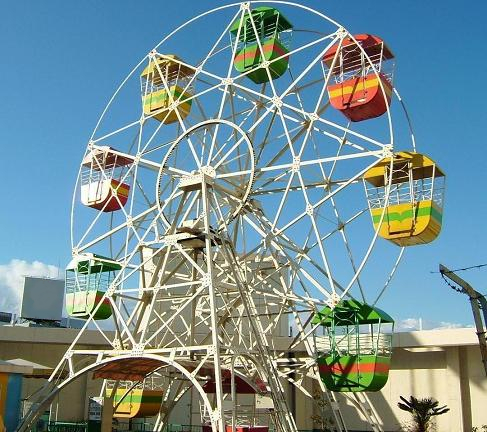
三越名古屋栄本店の屋上観覧車（営業終了）

## 日本以外の主な観覧車

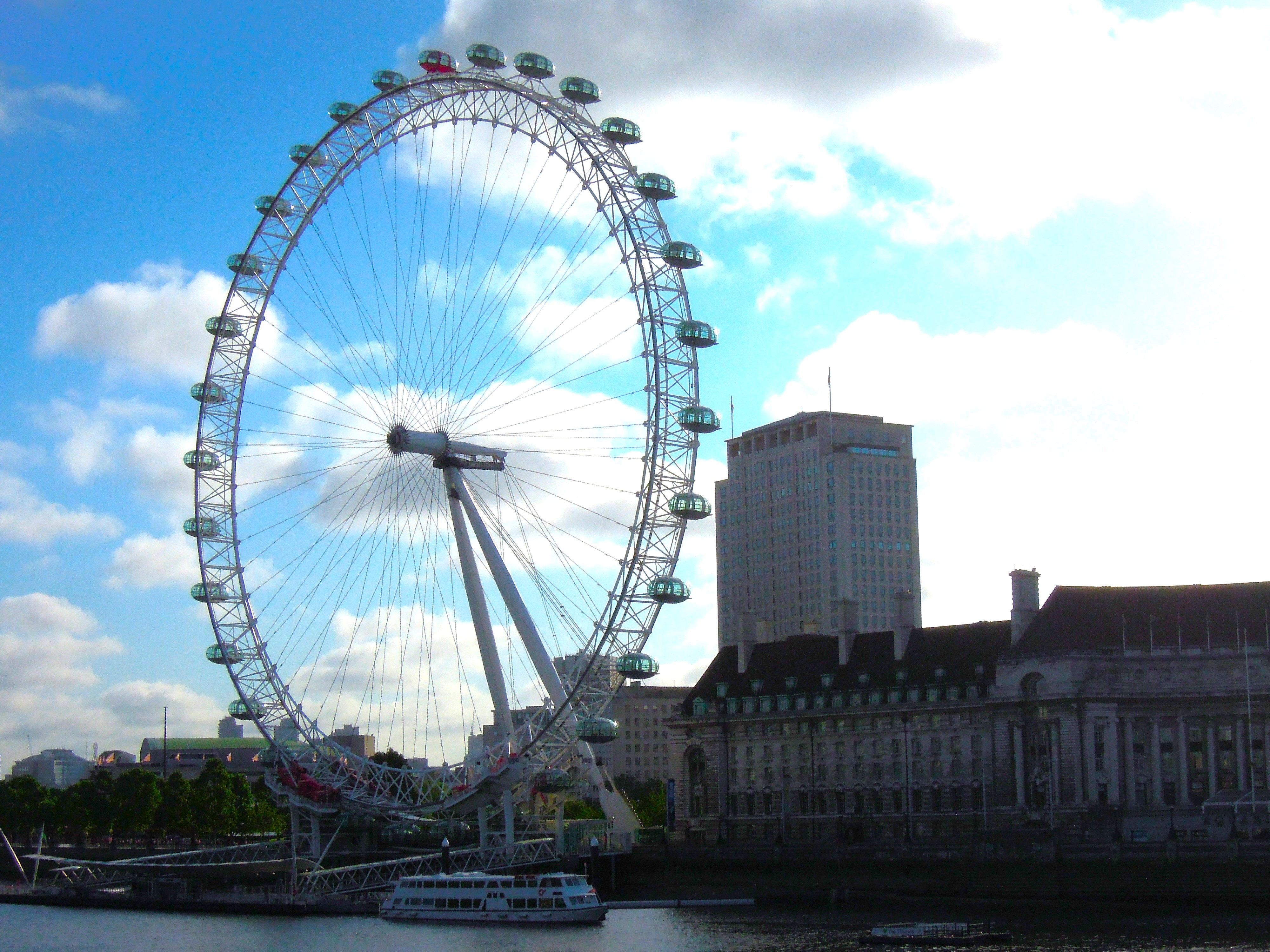
ロンドン・アイ

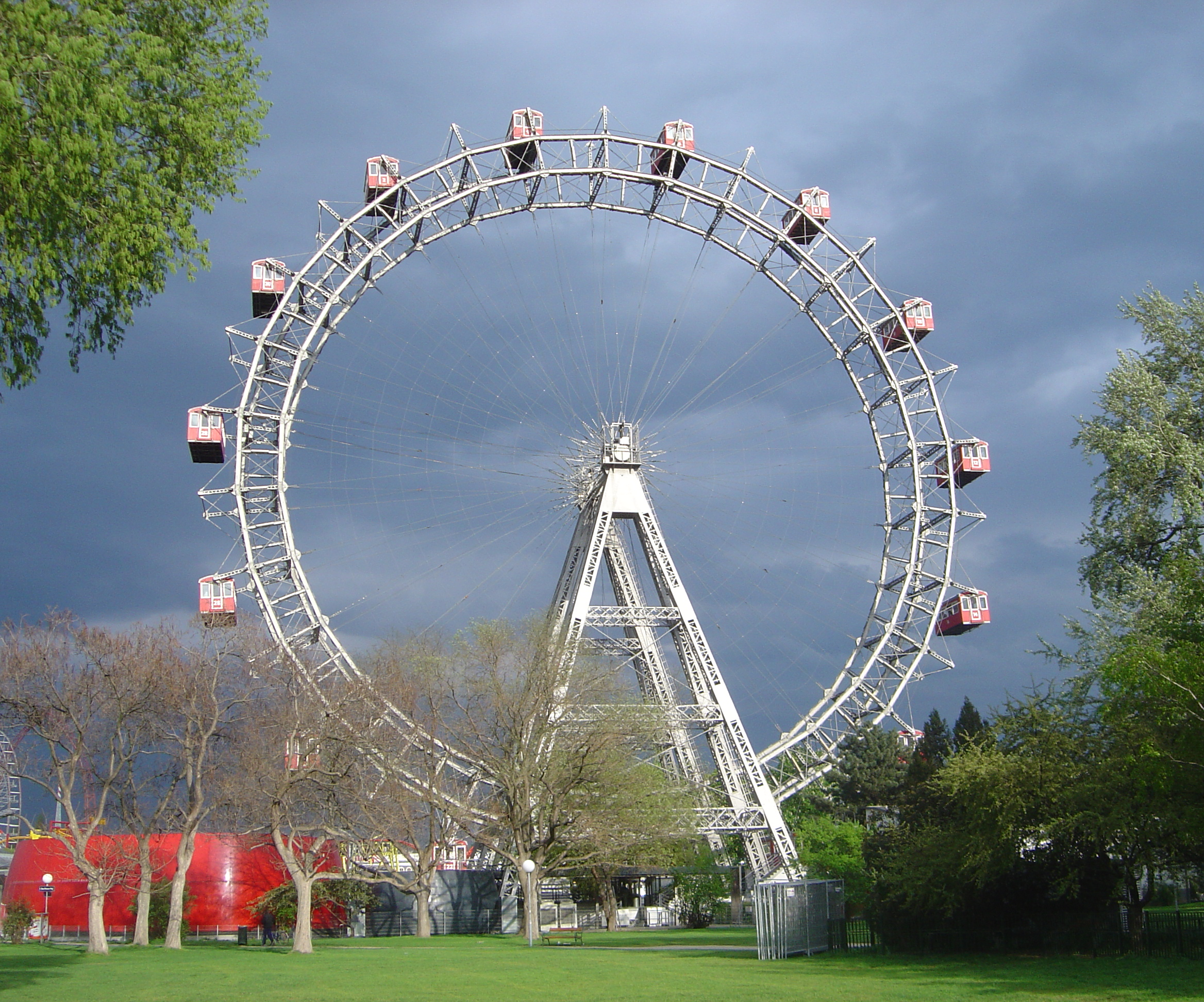
プラーター公園の大観覧車

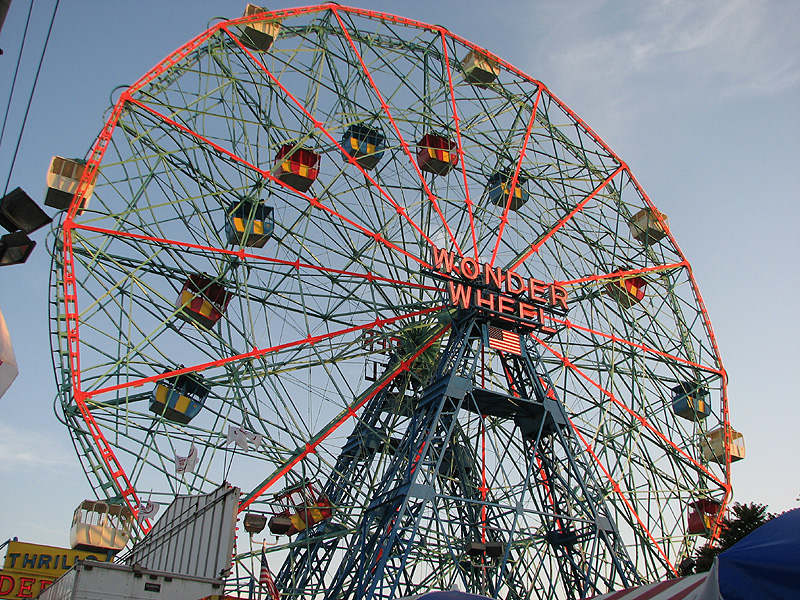
アメリカ・ワンダーホイール

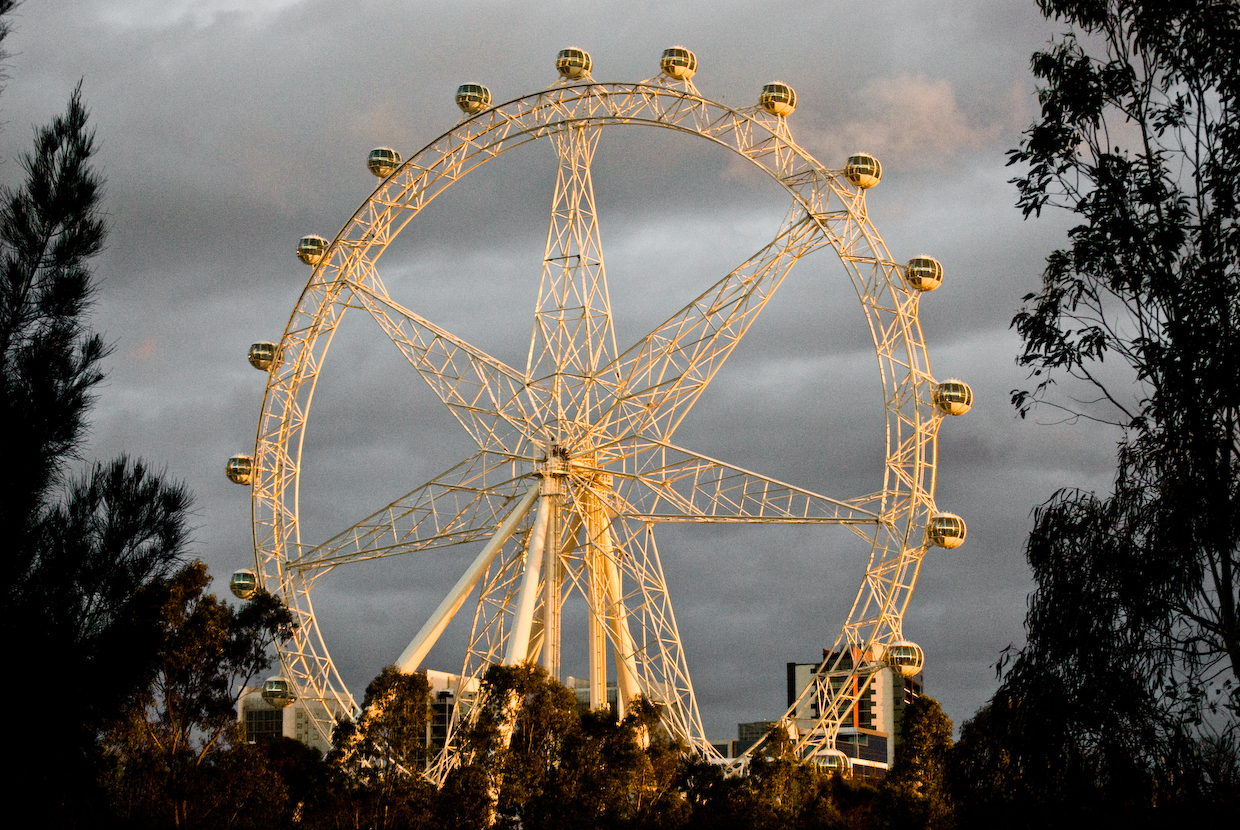
メルボルン・スター（改修前）

### ヨーロッパ
- イギリス
  - ロンドン・アイ（径135m）
    - ヨーロッパで最も高い観覧車。
- オーストリア
  - ウィーン・プラーター公園大観覧車（高64.75m、径60.96m）
    - 現存する世界最古の観覧車。映画「第三の男」に登場したことで有名。1920年から1985年まで現役世界一。

### 北米
- アメリカ合衆国
  - ハイ・ローラー（高168m、径160m）
    - 全高・直径ともに世界第二位かつアメリカ合衆国最大。

  - コニーアイランド・ワンダーホイール（高45.7m）、直径140フィート（約42.7m））
    - 可動式のゴンドラを持つ。

### アジア
- 中国
  - 江西省南昌・南昌之星 (高160m) 
    - 世界第三位。
- シンガポール
  - シンガポール・フライヤー（高165m）
    - 世界第三位。
- アラブ首長国連邦
  - アイン・ドバイ（高250m）
    - 世界第一位。

### オセアニア
- オーストラリア
  - メルボルン・メルボルン・スター
    - 南半球最大。サザン・スターから改称。

## 主なメーカー
- 泉陽興業
- サノヤス・ヒシノ明昌